# James Longley (Regisseur)
James Bertrand Longley (* 4. Januar 1972 in Eugene, Oregon) ist ein US-amerikanischer Filmregisseur, Filmproduzent und Dokumentarfilmer, der zweimal für einen Oscar nominiert wurde.

## Leben
Longley studierte an der Universität von Rochester und der Wesleyan University in Middletown, Connecticut, die Fächer Film und Russisch und war auch Absolvent des Gerassimow-Instituts für Kinematographie, einer staatlichen Filmhochschule in Moskau. Er spricht fließend Russisch. Die Ergänzung seines Namens mit dem Zusatz Bertrand ist als Hommage an den Philosophen Bertrand Russell gedacht.
Bereits für seine erste Kurzdokumentation als Schüler Portrait of Boy with Dog, die er im März 1994 veröffentlichte, wurde er mit dem Student Academy Awards der Motion Picture Arts and Sciences ausgezeichnet. Er porträtiert darin einen Jungen, der mit seinem Hund in einem Moskauer Waisenhaus lebt. Longley betätigte sich in der Folgezeit als Filmvorführer, Englischlehrer, Redakteur und Webdesigner in verschiedenen Städten sowohl in Amerika als auch in Russland. Aus dem Jahr 2002 stammt seine Dokumentation Gazastreifen, die Kinder zeigt, die von Longley am Grenzübergang Karni im Gazastreifen angetroffen worden sind und sich dort die Zeit vertreiben, indem sie mit Steinschleudern schießen, wütend und hilflos gegenüber ihrer Situation und der Armut, in der sie leben. 2007 erhielt Longley zusammen mit Yahaya Sinno eine Oscar-Nominierung in der Kategorie „Bester Dokumentarfilm“ für seinen Film Iraq in Fragments. Der Oscar ging jedoch an Davis Guggenheim und den Film Eine unbequeme Wahrheit. Der Film besteht aus drei Teilen und schildert jeweils die Lebenssituation der sunnitischen, schiitischen und kurdischen Bevölkerung während der ersten zwei Jahre des Irakkrieges. Vorgestellt wurde er auf dem Sundance Film Festival. 2008 wurde Longley in der Kategorie Bester Dokumentar-Kurzfilm mit Sari’s Mother erneut für einen Oscar nominiert, hatte jedoch gegenüber Cynthia Wade und Vanessa Roth das Nachsehen, die die Auszeichnung für ihren Film Freeheld in Empfang nehmen konnten. Der Film wurde auf dem Toronto International Film Festival erstmals aufgeführt.
Für ein weiteres Filmprojekt war Longley zwischen 2007 und 2009 im Irak unterwegs, wo er Filmmaterial hinsichtlich der im Land stattfindenden Wahlen und über die damit verbundenen Proteste drehte. Wegen Interviews, die er mit den Menschen auf der Straße führte, kam es zu Unstimmigkeiten mit den Machthabern im Land, was dazu führte, dass der Film erst einmal nicht gezeigt werden darf. Im Jahr 2009 war Longley Preisträger des MacArthur-Fellowship-Stipendiums (Spitzname Genie-Preis), das seinerzeit mit 500.000 $ dotiert war. Des Weiteren ist Longley Gründer der Daylight Factory, einer Produktionsfirma, die Dokumentarfilme über international interessante Themen erstellt und sich verpflichtet, diese Filme auch international auszustrahlen. Der Dokumentarfilmer leistet auch Beiträge zum D-Wort, wo sich weltweit Dokumentarfilmer in einer Online-Community zusammengeschlossen haben. Derzeit ist er damit beschäftigt, einen Dokumentarfilm in Pakistan zu drehen, der den Arbeitstitel Project Kashmir trägt.

## Filmografie (Auswahl)
- 1994: Portrait of Boy with Dog
- 2002: Gazastreifen
- 2006: Iraq in Fragments
- 2007: Sari’s Mother
- 2007–2009: Untitled Iran Project
- 2012: Ejaz's Story : Unicef Pakistan

## Auszeichnungen (Auswahl)
- 1994: Student Academy Awards gewonnen
- 2006: Directing Award gewonnen beim Sundance Film Festival
- 2006: Cinematography Award beim Sundance Film Festival
- 2006: Documentary Film Editing Award beim Sundance Film Festival
- 2006: Gotham Award gewonnen, Kategorie „Bester Dokumentarfilm“
- 2006: Jury Award gewonnen beim Full Frame Documentary Film Festival
- 2006: Youth Jury Award gewonnen beim Amnesty International Film Festival
- 2006: Gold Hugo gewonnen beim Chicago International Film Festival
- 2006: Néstor Almendros Award gewonnen beim Human Rights Watch International Film Festival
- 2006: Special Mention beim Mannheim-Heidelberg International Festival
- 2007: Golden Gate Award beim San Francisco International Film Festival
- 2006: Ida-Award gewonnen bei der International Documentary Association
- 2007: Oscarnominierung, Kategorie „Bester Dokumentarfilm“
- 2007: Emmy-Award-Nominierung, Kategorie „Beste Kamera“
- 2008: Oscarnominierung, Kategorie „Bester Dokumentarkurzfilm“
- 2009: MacArthur-Fellow-Stipendium
- 2011: United States Artists Ford Fellow